# Jose E. Romero
Jose E. Romero (* 3. März 1897 in Bais, Negros Oriental; † nach 1979) war ein philippinischer Politiker der Nacionalista Party, der unter anderem von 1931 bis 1935 Mitglied der Philippinischen Legislative und zwischen 1935 und 1941 Mitglied des Commonwealth-Kongresses war. 1946 wurde er zum Mitglied des Senats gewählt, verlor dieses Mandat jedoch nach einem Wahlprotest durch Prospero Sanidad. Später war er Botschafter im Vereinigten Königreich sowie zwischen 1959 und 1961 Minister für Bildung, Kultur und Sport während der Amtszeit des Präsidenten Carlos P. Garcia.

## Leben

### Rechtsanwalt und Abgeordneter
Romero, Sohn von Francisco Romero und Josefa Munoz, begann nach dem Besuch öffentlicher Schulen in Tanjay ein grundständiges Studium, das er 1917 mit einem Associate of Arts (A.A.) abschloss. Ein darauf folgendes Studium der Rechtswissenschaften am Silliman Institute in Clinton sowie der Universität der Philippinen beendete er 1922 mit einem Bachelor of Laws (LL.B.). Nach seiner Zulassung bei der philippinischen Anwaltskammer (Philippine Bar) am 6. November 1922 nahm er eine Tätigkeit als Rechtsanwalt auf.
1931 wurde Romero für die Nacionalista Party (NP) zum Mitglied der Philippinischen Legislative gewählt und vertrat in dieser in der 9. und 10. Legislaturperiode bis 1935 den Wahlbezirk Negros Oriental 2nd District. Er gehörte zwischen 1934 und 1935 zu den Delegierten des Verfassungskonvents, der die Verfassung des Commonwealth der Philippinen erarbeitete. Nach der Einführung eines Einkammersystems im 1935 gegründeten Commonwealth der Philippinen wurde er 1935 zum Mitglied des Commonwealth-Kongresses (Nationalversammlung) gewählt und vertrat in diesem nach seinen Wiederwahlen am 8. November 1938 und 11. November 1941 ebenfalls den Wahlbezirk Negros Oriental 2nd District.
Während seiner Parlamentszugehörigkeit fungierte Romero von 1934 bis 1941 als Vorsitzender der Mehrheitsfraktion (Majority Floor Leader). In dieser Funktion sprach er sich nach dem Beginn des Zweiten Weltkrieges in Europa im September 1939 für eine vorzeitige Unabhängigkeit der Philippinen von den USA aus, die erst für 1946 vorgesehen war. Er erhielt dafür jedoch selbst in der eigenen Partei keinen Rückhaltung, so dass in der dazu abgehaltenen Abstimmung im Kongress sich 53 Abgeordnete gegen und nur sechs Abgeordnete für eine vorzeitige Unabhängigkeit aussprachen. Ein Grund für die Niederlage war, dass der bisherige Hochkommissar der USA auf den Philippinen, Paul V. McNutt, der ein möglicher Anhänger einer vorzeitigen Unabhängigkeit von seinem Amt abberufen und durch Francis Bowes Sayre, Sr. abgelöst wurde, der wieder kein Interesse an der Wiederaufnahme der Unabhängigkeitsdiskussion zeigte.
Da das Parlament jedoch nach dem Beginn der Besetzung der Philippinen durch das Japanische Kaiserreich bei der Schlacht um die Philippinen nach dem 8. Dezember 1941 nicht mehr zusammentrat, gehörte er dem Parlament de facto bis zu den ersten Wahlen nach Ende des Zweiten Weltkrieges am 23. April 1946 an. Nach Kriegsende wurde er wegen möglicher Zusammenarbeit mit der japanischen Besatzungsmacht verhört. Aufgrund seiner Tätigkeit als Agent des Allied Intelligence Bureau (AIB) im Südwestpazifik war er jedoch entlastet.

### Senator, Botschafter und Bildungsminister
Bei den Senatswahlen vom 23. April 1946 waren 16 der 24 Senatssitze neu zu wählen. Bei diesen Wahlen belegte Romero mit 563.816 Stimmen (21,9 Prozent) den 15. Platz unter 57 Kandidaten und war in der zweiten Senatsgruppe eigentlich für eine dreijährige Amtszeit bis zu den Wahlen am 8. November 1949 gewählt. Allerdings legte der für die aus dem liberalen Flügel der Nacionalista Party hervorgegangenen Liberal Party angetretene Prospero Sanidad Protest gegen das Wahlergebnis ein. Dieser belegte mit 556.772 Prozent (21,7 Prozent) den 17. Platz und war damit nach seinem auf Platz 16 gewählten Parteifreund Salipada K. Pendatun der nächste Bewerber der Liberal Party. Sanidads Wahlprotest war letztlich erfolgreich, so dass Romero sein Mandat wieder verlor.
Am 6. September 1949 wurde Romero von Präsident Elpidio Quirino zum Gesandten im Vereinigten Königreich ernannt. Im Juni 1950 erhielt er zugleich seine Akkreditierung alös Botschafter in Norwegen, Schweden und Dänemark. Den Posten als Gesandter im Vereinigten Königreich bekleidete er bis zum 13. Oktober 1954. Sein Nachfolger wurde daraufhin León María Guerrero III, der später auch die Übersetzung der Werke José Rizals Werke Noli me tangere und El Filibusterismo bekannt wurde.
Als Nachfolger von Manuel Lim wurde Romero am 18. Mai 1959 von Präsident Carlos P. Garcia im Zuge einer Kabinettsumbildung zum Minister für Bildung, Kultur und Sport(Secretary of Education, Culture and Sports) ernannt. Zugleich wurde Alejo Santos als Nachfolger von Jesus M. Vargas zum neuen Minister für nationale Verteidigung und Alejo Mabanag als Nachfolger von Enrique Fernandez zum neuen Justizminister für die kommende Kabinettsumbildung berufen. Er bekleidete den Posten als Minister für Bildung, Kultur und Sport bis zu seiner Ablösung durch Jose Tuason am 4. September 1961.
Als Bildungsminister erließ er am 13. August 1959 den Ministerialerlass, der Filipino als Nationalsprache auf den Philippinen einführte.
Nach Beendigung seiner Ministertätigkeit bewarb sich Romero bei den Wahlen vom 14. November 1961 für einen der acht zu vergebenden Sitze im Senat. Dabei belegte er mit 973.612 Stimmen (14,4 Prozent) jedoch nur den 17. Platz unter den 22 Kandidaten und verpasste somit den Einzug in den Senat deutlich.
1965 legte Romero zusammen mit Salvador Araneta, Pio Pedrosa, Conrado Benitez, José Aruego, Sotero Laurel, Felixberto M. Serrano und Roman Ozaeta für die Philippinische Verfassungsvereinigung beim Obersten Gerichtshof eine Beschwerde gegen das Gesetz 3836 (Republic Act No. 3836) ein, das unter anderem Ruhestandsregelungen für ehemalige Senatoren und Abgeordnete enthielt. 1970 kandidierte er in Negros Oriental als Delegierter für den Verfassungskonvent (Constitutional Convention).
Romero war verheiratet mit Eliza Villanueva. Aus einer Ehe mit der Lehrerin Pilar Cinco stammte der Filmregisseur und Drehbuchautor Eddie Romero, der bei fast 60 Filmen Regie führte und für mehr als 40 Filme das Drehbuch verfasste.

## Veröffentlichung
- Not So Long Ago: a Chronicle of My Life, Times, and Contemporaries, Autobiografie, Alemar-Phoenix Publishing House, 1979